# 印度-雅利安人迁徙
印度-雅利安人遷徙是印度-雅利安人向印度次大陸的遷移，印度-雅利安人是一個使用印度-雅利安語的民族語言群體，是當今印度北部、巴基斯坦、尼泊爾、孟加拉國、斯里蘭卡和馬爾代夫的主要語言。 印度-雅利安人口自中亞進入該地區的活動被認為是在公元前2000年之後開始的，在哈拉帕晚期緩慢擴散，導致印度次大陸北部的語言發生變化。 數百年後，與印度雅利安人有密切關係的伊朗人將伊朗語帶入了伊朗高原。
起源於印度雅利安人和伊朗人的原始印度伊朗文化在里海以北的中亞大草原（今屬俄羅斯和哈薩克斯坦）上發展為Sintashta文化（公元前2050年至1800年），並進一步發展為安德羅諾沃文化（公元前2000年至1450年）。
印度-雅利安人在公元前 2000 年至公元前 1600 年的某個時間從印度-伊朗族群中分離，並向南遷入巴克特里亞·馬爾吉亞納文明體之中，他們從中藉鑑了一些獨特的宗教信仰和習俗。 隨後，印度-雅利安人遷至今屬敘利亞之地區之北部（參看敘利亞歷史），並可能分多次遷至今旁遮普邦轄下地區（巴基斯坦北部和印度），而伊朗人可能在公元前 1300 年之前到達伊朗西部（參看伊朗歷史），他們都使用印度-伊朗語言。
隨著印歐語系被發現，印歐人的移民最早是在 18 世紀後期被提出，當時人們注意到西方語言和印度語言之間的相似性。 鑑於這些相似性，提出了一個單一的來源或起源，它是由來自某些原始家園的移民傳播。
這一理論的語言論點得到了考古學、人類學、遺傳學、文學和生態學研究的支持。 基因研究表明，這些遷移構成了關於印度人口不同組成部分的起源和傳播的複雜基因組成的一部分。 文學研究揭示了各種地理上不同的印度-雅利安歷史文化之間的相似之處。 生態學研究表明，在公元前第二個千年，廣泛的乾旱化導致歐亞草原和印度次大陸的水資源短缺和生態變化，導致中南亞、阿富汗、伊朗和印度地區之定居城市文化崩潰 ，並引發大規模移民，導致移民與后城市文化的融合。
印度-雅利安人的遷徙開始於大約公元前 2000 年至公元前 1600 年期間的某個時間，在雙輪戰車發明之後，同時也將印度-雅利安語言帶入了黎凡特和可能的內亞地區。 它是印歐語言由東歐大草原的原始印歐語系家園擴散的一部分，該草原是遠東歐的一大片草原，始於公元前 5 至 4 千年，而印度歐洲遷徙大約在公元前 2000 年開始，歐洲人從歐亞大草原遷出。